# Збройні сили Зімбабве
Сили оборони Зімбабве (СОЗ) — складаються з Національної армії Зімбабве (НАЗ) та Повітряних сил Зімбабве (ПСЗ). Оскільки країна не має виходу до моря, у Зімбабве відсутні військово-морські сили. Головнокомандувачем СОЗ є генерал Костянтин Чівенґа.

## Історія
На момент проголошення незалежності, тодішній прем'єр міністр Роберт Мугабе оголосив інтеграцію трьох збройних сил Зімбабве, одним із основних приорітетів. У структуру збройних сил Родезії були інтегровані дві партизанські армії; чисельністю у 20.000 — африканська національно-визвольна армія Зімбабве (АНВАЗ/ZANLA) воєнізоване крило африканського національного союзу Зімбабве та 15.000 Народно-революційна армія Зімбабве (НРАЗ/ZIPRA) воєнізоване крило африканського народного союзу Зімбабве. Британська військова допомога та інструктори зіграли вирішальну роль у створенні нових збройних сил, й тривала станом на 2000 рік. Повітряні сили Родезії були врешті реорганізовані у Повітряні сили Зімбабве.